# Lija Karatantschewa
Lija Karatantschewa (bulgarisch Лия Каратанчева, russisch Лия Каратанчева, englisch Lia Karatancheva; * 8. September 2003 in Sofia) ist eine bulgarische Tennisspielerin. Ihre jüngere Schwester Aleksa sowie ältere Schwester Sessil sind ebenfalls professionelle Tennisspielerinnen.

## Karriere
Seit 2017 spielt Karatantschewa auf der Profitour Turniere der ITF Women’s World Tennis Tour, wo sie bislang einen Einzeltitel und fünf Titel im Doppel gewinnen konnte.

## Turniersiege

### Einzel
| Nr. | Datum        | Turnier              | Kategorie | Belag | Finalgegnerin   | Ergebnis       |
| --- | ------------ | -------------------- | --------- | ----- | --------------- | -------------- |
| 1.  | 11. Mai 2025 | Indian Harbour Beach | ITF W50   | Sand  | Arina Rodionova | 6:2, 66:7, 6:3 |

### Doppel
| Nr. | Datum             | Turnier                  | Kategorie | Belag     | Partnerin        | Finalgegnerinnen                | Ergebnis         |
| --- | ----------------- | ------------------------ | --------- | --------- | ---------------- | ------------------------------- | ---------------- |
| 1.  | 19. November 2022 | Iraklio                  | ITF W25   | Sand      | Oana Gavrilă     | Lina Gjorcheska Dea Herdželaš   | 6:4, 6:4         |
| 2.  | 20. April 2024    | Santa Margherita di Pula | ITF W35   | Sand      | Eleni Christofi  | Eleonora Alvisi Federica Urgesi | 6:0, 6:4         |
| 3.  | 27. Juli 2024     | Segovia                  | ITF W35   | Hartplatz | Radka Zelníčková | Alexandra Osborne Anna Rogers   | 2:6, 6:3, [10:3] |
| 4.  | 29. März 2025     | Antalya                  | ITF W35   | Sand      | Makenna Jones    | Ilinca Amariei Cristina Dinu    | 6:2, 6:2         |
| 5.  | 19. April 2025    | Calvi                    | ITF W75   | Hartplatz | Lisa Zaar        | Riya Bhatia Sada Nahimana       | 6:4, 6:3         |